# Tour de Singkarak
O Tour de Singkarak (oficialmente: Tour of Singkarak) é uma carreira ciclista profissional por etapas indonesa que se disputa no mês de junho (a sua primeira edição foi no mês de maio) pela Província de Sumatra Ocidental e particularmente nas imediações do lago Singkarak.
Disputa-se desde 2009 fazendo parte do UCI Asia Tour, dentro da categoria 2.2 (última categoria do profissionalismo).

## Palmarés
| Ano  | Vencedor          | Segundo           | Terceiro              |
| ---- | ----------------- | ----------------- | --------------------- |
| 2009 | Ghader Mizbani    | Amir Zargari      | Cameron Jennings      |
| 2010 | Ghader Mizbani    | Hossein Askari    | Amir Zargari          |
| 2011 | Amir Zargari      | Choi Ki Ho        | Maint Berkenbosch     |
| 2012 | Óscar Pujol       | Jai Crawford      | Feng Chun-kai         |
| 2013 | Ghader Mizbani    | Johan Coenen      | Amir Kolahdozhagh     |
| 2014 | Amir Zargari      | Rahim Ememi       | Ramin Mehrabani       |
| 2015 | Arvin Moazemi     | Amir Zargari      | Hossein Askari        |
| 2016 | Amir Kolahdozhagh | Dadi Suryadi      | Ricardo García Ambroa |
| 2017 | Khalil Khorshid   | Daniel Whitehouse | Jonathan Monsalve     |
| 2018 | Jesse Ewart       | Nikodemus Holler  | Ariya Phounsavath     |
| 2019 | Jesse Ewart       | Cristian Raileanu | Samad Poor Seiedi     |

Nota: Na edição 2011, Rahim Ememi foi inicialmente o vencedor e Samad Poor Seiedi foi terceiro, mas os seus resultados foi anulados devido a sanções por doping.

## Palmarés por países
| País      | Vitórias |
| --------- | -------- |
| Irão      | 8        |
| Austrália | 2        |
| Espanha   | 1        |